# Skogsbyås
Der Skogsbyås ist ein 124 möh. hoher Berg in Mittelschweden. Er gehört zur Gemeinde Nyköping in der schwedischen Provinz Södermanlands län und gilt als höchster Berg der historischen Provinz Södermanland. Auf dem Gipfel steht ein Aussichtsturm, der etwa 2000 gebaut wurde, und der Sörmlandsleden führt über den Gipfel.